# Tatort: Eine unscheinbare Frau
Eine unscheinbare Frau ist ein Fernsehfilm aus der Kriminalreihe Tatort der ARD und des ORF. Der Film wurde unter der Regie von Martin Gies von Radio Bremen produziert und am 11. November 2001 im Programm Das Erste zum ersten Mal gesendet. Für Kriminalhauptkommissarin Inga Lürsen  ist es der 6. Fall, in dem sie ermittelt. Sie trifft in dieser Folge mit ihrem neuen Kollegen Nils Stedefreund zusammen.

## Handlung
Margit Brede ist eine unscheinbare Frau und überaus ängstlich. Eines Tages will sie bei dem Obsthändler in ihrer Nachbarschaft einkaufen und da sie in diesem Moment seine einzige Kundin ist, wird er zudringlich und belästigt sie. Als er sogar handgreiflich wird, weil sie ihn zurückweisen will, findet sie hinter dem Tresen im Laden eine Pistole und erschießt den Mann in ihrer Not. Das Gefühl, sich endlich einmal gegen jemanden wehren zu können, gibt der Frau Kraft und Mut. Sie will diese gerade erlangte Stärke noch ein wenig auszukosten und fasst den Entschluss, ihren ehemaligen Geliebten Alfred Stellmacher, der sie vor Monaten verlassen hatte, für all das zu bestrafen, was er ihr angetan hat und wofür sie in der Vergangenheit sehr hatte leiden müssen. Sie entführt Stellmacher und sperrt ihn im Keller ihres kleinen Reihenhauses ein. Obwohl sie ihn eigentlich leiden sehen möchte, ist er ihr immer noch nicht gleichgültig. Einesteils demütigt und schlägt sie ihn, aber andererseits bemüht sie sich auch seine Gunst zurückzugewinnen. Als er sich gegen ihre Demütigungen zur Wehr setzen will, kommt es zu einem Handgemenge und Stellmacher wird leicht verletzt.
Hauptkommissarin Lürsen und ihr neuer Kollege Nils Stedefreund werden in der Zwischenzeit zu dem toten Obsthändler gerufen. Da Ladenüberfälle nicht ungewöhnlich sind, geht die Polizei zunächst von einem Raubmord aus. Lürsen erhält jedoch mehrfach Hinweise auf eine Frau, die mit einer Waffe gesehen wurde und auch Stedefreund ermittelt eine weibliche Person, die zuletzt bei dem Obsthändler gewesen sein soll.
Margit Brede versucht in einer Apotheke Herzmittel für Stellmacher zu besorgen. Als die Apothekerin ihr das gewünschte Präparat nicht geben will, weil es rezeptpflichtig ist, nimmt sie es sich mit Waffengewalt. Da dies zur Anzeige kommt, nehmen sich Lürsen und Stedefreund der Angelegenheit an und finden so eine Spur zu Stellmacher und zu der mutmaßlichen Entführung. Während die Ermittler dessen Ehefrau aufsuchen um etwas über die unbekannte Frau herauszufinden, die ihn möglicherweise gefangen hält, eskaliert die Situation im Haus von Margit Brede. Eine aufdringliche Nachbarin wird zu neugierig und im Streit schießt die verängstigte Brede auch sie nieder. Verstört versucht sie die Leiche zu beseitigen und gerät in Erklärungsnot, nachdem Stellmacher die Frau entdeckt. Damit wird ihm die Brisanz der Lage, in der er sich befindet, bewusst.
Lürsen und Stedefreund haben bisher nur den Vornamen von Stellmachers ehemaliger Freundin herausfinden können. Als das Auto des Entführten in unmittelbarer Nähe von Margit Bredes Haus aufgefunden wird, ist Lürsen klar, dass diese Margit die Gesuchte sein muss. Irrwitzigerweise kennt sie die Frau sogar, weil sie im Passamt zufällig mit ihr zu tun hatte. So weiß sie auch, dass sie sich krankgemeldet hat und zu Hause sein muss. Zusammen mit Stedefreund will sie das Haus stürmen, doch es ist leer. Durch einen Hinweis sehen die Beamten auch in der Wohnung der Nachbarin nach und finden dort die beiden Gesuchten. Als Margit Brede zur Waffe greift und auf Lürsen zielt, schießt Stedefreund auf Brede und kann sie so außer Gefecht setzen. Zusammen mit Stellmacher wird sie in Polizeibegleitung in die Klinik gebracht.

## Hintergrund
Der Film wurde von Radio Bremen produziert und in Bremen und der Umgebung von Bremen gedreht.
In dieser Tatort-Folge hat der neue Partner der Bremer Kommissarin Inga Lürsen sein Debüt. Nach den wechselnden Kollegen wird nun Nils Stedefreund langfristig an der Seite der Kommissarin ermitteln.

## Rezeption

### Einschaltquoten
Die Erstausstrahlung von Eine unscheinbare Frau am 11. November 2001 wurde in Deutschland insgesamt von 7,03 Millionen Zuschauern gesehen und erreichte einen Marktanteil von 19,80 Prozent für Das Erste.

### Kritik
Die Kritiker der Fernsehzeitschrift TV Spielfilm beurteilen diesem Tatort mit dem Daumen nach oben und meinen es sei ein: „Starker ‚Tatort‘ dank der überragenden Darsteller Kupfer und Hübchen. Fazit: Schön abgründiges Psychokammerspiel.“